# Port lotniczy Camilo Ponce Enriquez
Port lotniczy Camilo Ponce Enríquez, obecnie Port lotniczy Miasto Catamayo (Aeropuerto Ciudad de Catamayo) – port lotniczy położony w mieście Loja, w Ekwadorze.